# 長胸鰭阿氏龍鰧
長胸鰭阿氏龍鰧為輻鰭魚綱鱸形目南極魚亞目阿氏龍鰧科的其中一種，分布於南冰洋海域，棲息深度5-666公尺，體長可達10公分，為底棲性魚類，屬肉食性，以多毛類、端足類等為食。

## 擴展閱讀
維基物種上的相關：長胸鰭阿氏龍鰧